# Kiana Kryeziu
Kiana Kryeziu (11 novembre 2004) è una sciatrice alpina kosovara, prima donna a rappresentare il Kosovo ai Giochi olimpici invernali.

## Biografia
Attiva dal dicembre del 2020, ha esordito ai Giochi olimpici invernali di Pechino 2022 dove, dopo aver sfilato come portabandiera durante la cerimonia d'apertura assieme ad Albin Tahiri, si è classificata 49ª nello slalom gigante e ai Campionati mondiali a Courchevel/Méribel 2023, dove non ha completato né lo slalom gigante né lo slalom speciale. Anche ai Mondiali di Saalbach-Hinterglemm 2025 non ha completato lo slalom gigante e lo slalom speciale; non ha debuttato in Coppa Europa o in Coppa del Mondo.